# Thomas Morton
Pour les articles homonymes, voir Morton.
Thomas Morton, né à Durham en 1764 et mort le 28 mars 1838, est un dramaturge anglais.

## Biographie
Thomas Morton est né à Durham. Il était le plus jeune garçon de John et Grace Morton de Whickham (comté de Durham).
Après la mort de son père, il est éduqué à l'école Soho Square et est à la charge de son oncle Maddison, un courtier. À ce moment-là, le métier de comédien est en vogue et Morton, qui joue avec Joseph George Holman, acquiert un goût qu'il ne perdra pas pour le théâtre. Il entre à Lincoln's Inn, une université de droit, le 2 juillet 1784, mais n'est pas retenu ni appelé au Barreau.
Son premier drame, Columbus, or A World Discovered, en 1792, une pièce à caractère historique en cinq actes, inspirée en partie de Les Incas de Marmontel, est présentée avec succès à Covent Garden, le premier décembre 1792. Elle est suivie de Children in the Wood, un divertissement musical en deux actes joué à Dublin en 1794.
Le même succès attendait Zorinski, en 1795, une pièce en trois actes basée sur les aventures de Stanislaus, rebaptisé Casimir IV Jagellon. La même année est publié un pamphlet anonyme: Mr, Morton's Zorinski and Brooke's Gustavus Vasa Compared.
The Way to get Married, en 1796, une comédie en cinq actes, avec des situations dramatiques, se produit à Covent Garden le 23 janvier 1796 et est jouée 41 fois, devenant ainsi une pièce maitresse de son œuvre. A Cure for the Heart-Ache, une comédie en cinq acte en 1797 à Covent Garden, est devenue elle aussi, avec un certain nombre de sollicitations, une œuvre majeure. Secrets worth Knowing, une comédie en cinq acte en 1798 toujours à Covent Garden, qui malgré un jeu d'acteur meilleur, obtient un succès moindre.
Speed the Plough, une comédie en cinq actes en 1798 à Covent Garden, a été jouée 41 fois et fut souvent reprise. The Blind Girl, or a Receipt for Beauty, est un opéra comique en trois actes qui fut joué huit fois. Beggar my Neighbour, or a Rogue's a Fool, une comédie en trois actes (non publiée), en 1802, est attribuée à Morton mais pas clairement revendiquée par lui, et fut condamnée dès la première représentation. Elle a été par la suite reprise sous le nom How to tease and how to please en 1810 et a connu ainsi une meilleure popularité, bien qu'elle ne fut toujours pas, pour autant, publiée.
The School of Reform, or How to rule a Husband, en 1805 est une comédie en cinq actes, qui connut un grand succès à Covent Garden, et a été reprise bien plus tard en 1867 à St. James's, avec Mr. John S. Clarke adans le rôle de Tyke.

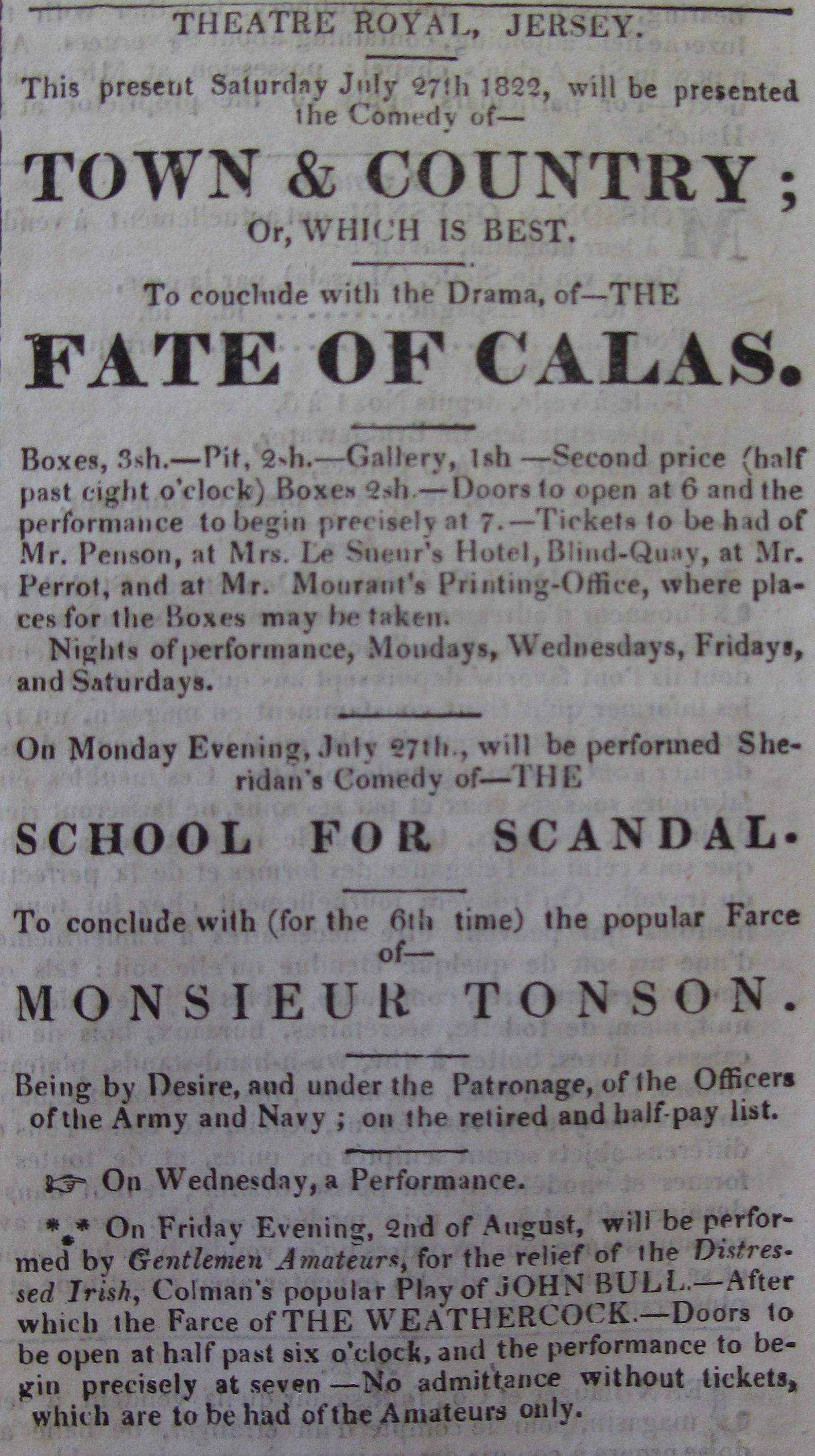
Une publicité pour le spectacle de Town and Country or Which Is Best? à Jersey en 1822

Town and Country, or which is best ? (1807), est une comédie en cinq actes représentée à Covent Garden avec John Kemble dans le rôle de Reuben Glenroy et Charles Kemble dans celui de Plastic. Pour cette pièce Harris aurait été payé mille dollars quel que soit le succès du spectacle.
The Knight of Snowdoun, à Londres en 1811 est un drame musical en trois actes inspiré de The Lady of the Lake. In The Slave, publiée en 1816 et représentée à Covent Garden est un drame musical là aussi en trois actes. Macready jouant le rôle de Gambia, l'esclave. A Roland for an Oliver, , 1819 est un vaudeville en deux actes. Dans Henri Quatre, or Paris in the Olden Time, en 1820, une romance musicale en trois actes, Macready jouait Henri IV.
Avec son deuxième fils, John Maddison Morton, il est associé à la pièce Writing on the Wall, un mélodrame en trois actes, produit à Haymarket.
Morton meurt le 28 mars 1838, laissant derrière lui une veuve et trois enfants. Son second fils, John Maddison Morton, fut dramaturge de comédie et de vaudeville. Il fut un homme réputé et respecté, et bénéficia, un an avant sa mort, du prestige d'être élu (le 8 mai 1837) comme membre d'honneur du Garrick Club. Il vécut la majeure partie de sa vie à Pangbourne dans le Berkshire.

## Œuvres
Il a rédigé environ 25 pièces, dont beaucoup ont connu une grand popularité à leur représentation, parmi lesquelles :
- Columbus, or a World Discovered (1792)
- Children in the Wood (1793)
- Zorinski (1795)
- The Way to Get Married (1796)
- A Cure for the Heart Ache (1797)
- Speed the Plough (1798)
- Secrets Worth Knowing (1798)
- The Blind Girl, or A Receipt for Beauty (1801)
- The School of Reform, or How to Rule a Husband (1805)
- Town and Country, or Which Is Best? (1807)
- The Knight of Snowdown (1811)
- Education (1813)
- The Slave (1816)
- Methinks I See My Father (1818)
- A Roland for an Oliver (1819)
- Henri Quatre (1820)
- School for Grown Children (1826)
- The Invincibles (1828)

## Influences
Le nom d'un de ses personnages dans Speed the Plough, Mrs Grundy, est entré dans le langage courant (Anglais) comme synonyme de prude, chaste, Mrs Grundy incarnant les bonnes mœurs et la rigueur.